# Zelotes coeruleus
Zelotes coeruleus är en spindelart som först beskrevs av Holmberg 1876.  Zelotes coeruleus ingår i släktet Zelotes och familjen plattbuksspindlar. Inga underarter finns listade i Catalogue of Life.